# Henri Herz

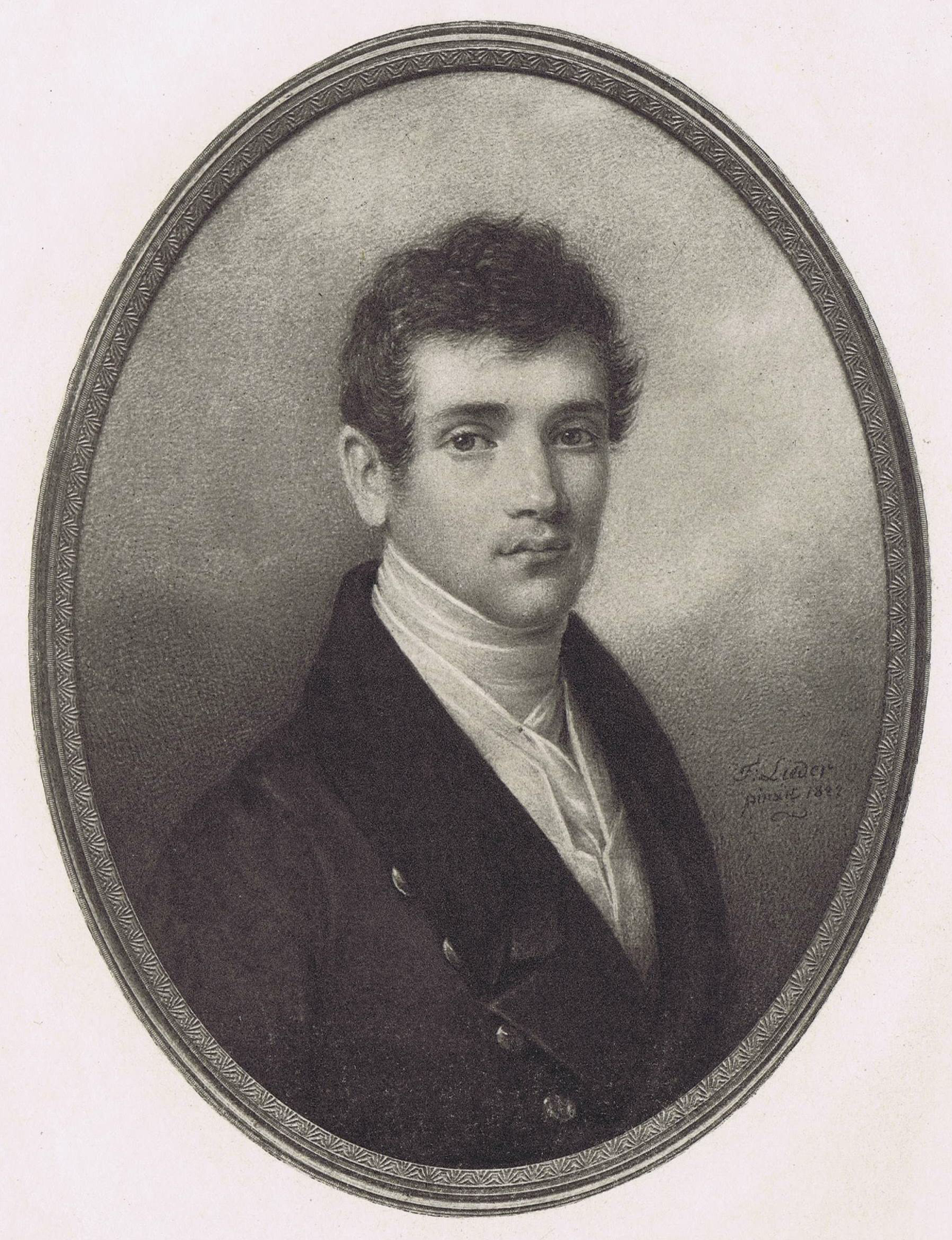
Der 19-jährige Henri Herz, Miniaturbildnis von Friedrich Johann Gottlieb Lieder (1822)

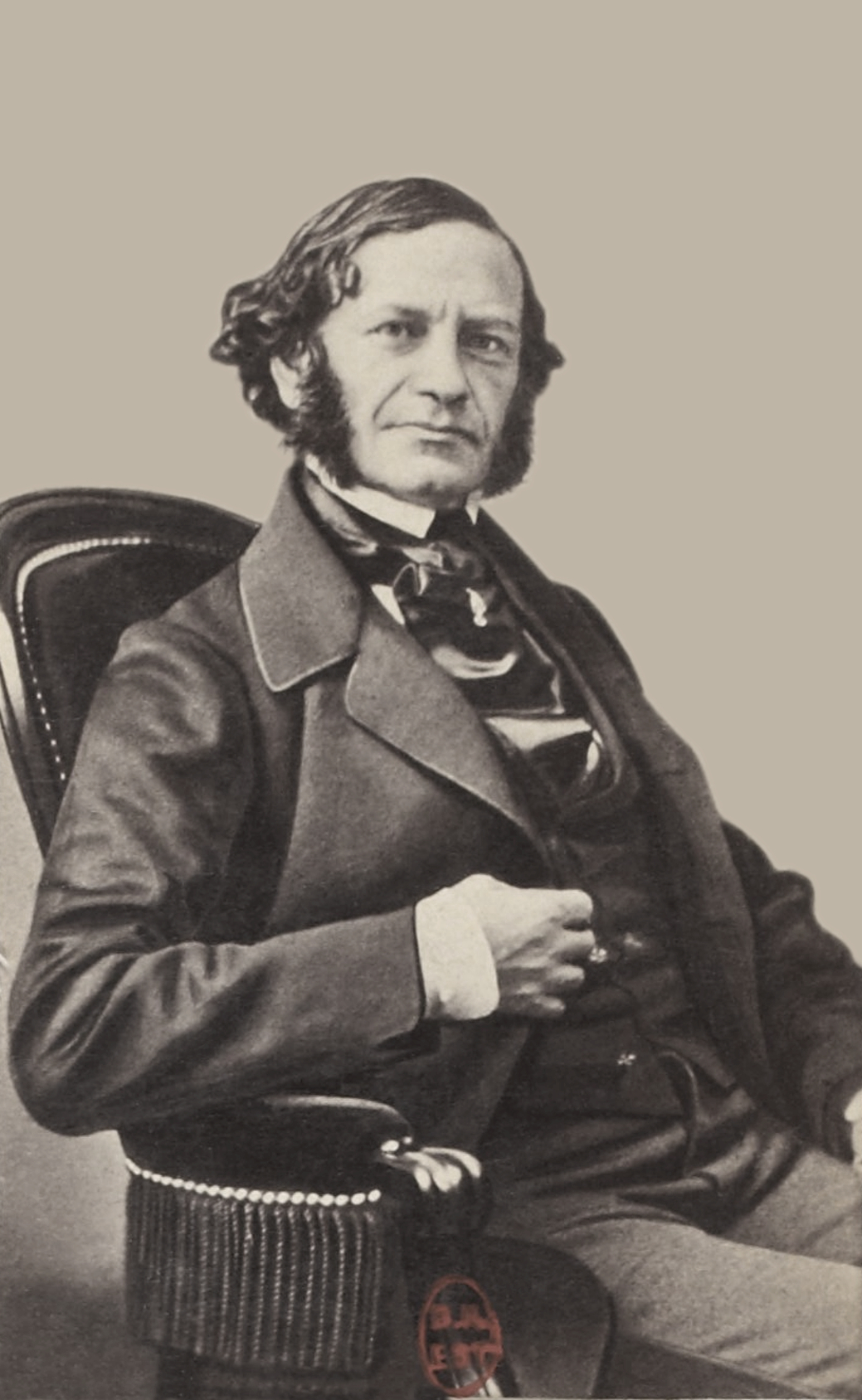
Heinrich (Henri) Herz

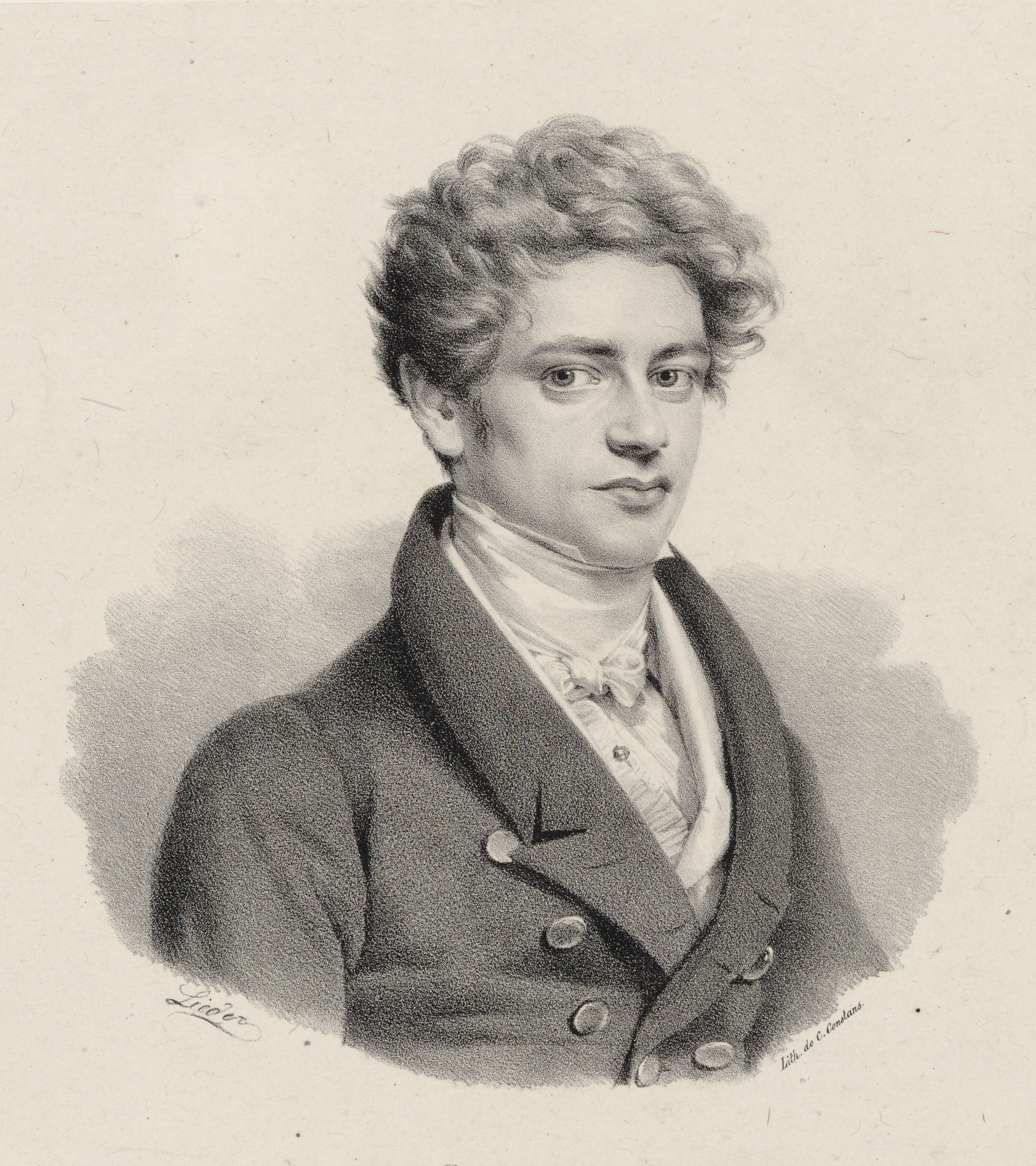
Heinrich Herz, Lithographie von Friedrich Johann Gottlieb Lieder

Henri Herz (Heinrich) (* 6. Januar 1802 in Wien; † 5. Januar 1888 in Paris) war ein österreichisch-französischer Pianist, Komponist, Klavierpädagoge und Klavierbauer.

## Ausbildung
Heinrich Herz wurde als Kind von seinem Vater und von Daniel Hünten in Koblenz ausgebildet. In das Pariser Konservatorium wurde er am 19. April 1816 aufgenommen und studierte dort Klavier bei Louis-Barthélémy Pradher, Harmonielehre bei Victor Dourlen und Komposition bei Anton Reicha.

## Konzerte, Klavierbau, Konzertsaal
Als gefeierter Pianist trat er weltweit auf Tourneen auf, beispielsweise in Europa, Russland, Nord- und Südamerika. Dabei entstanden neben dem Buch Meine Reisen in Amerika acht Klavierkonzerte und andere Stücke.
Henri Herz wurde Teilhaber der Klavierwerkstatt von Henri Klepfer et Cie. in Paris, eine Verbindung, die nicht erfolgreich war. Daraufhin gründete Herz eine eigene Klavierfabrik, die nach anfänglichen Schwierigkeiten um 1865 zu den drei bedeutendsten Klavierfabriken Frankreichs zählte.
Wichtige Arbeiten seiner Zeit als Klavierbauer waren in den 1820er und 1830er Jahren die Weiterentwicklungen der Hämmer von Flügeln (vom einfach belederten Flügelhammer zum mehrlagigen Hammer, der von innen nach außen mit zwei Lagen Leder, mehreren Lagen Stoffen, Kaninchenfell, bis außen hin mit Wollfilzen in bis zu neun Lagen absteigender Materialhärte) belegt waren.
Der charakteristische Klang der Flügel aus der Zeit Frédéric Chopins, an dem die äußerst aufwendig manuell gefertigten Hämmer nach den Patenten von Henri Herz ihren markanten Anteil haben, verschwand mit den Entwicklungen in den USA (Steinway, Dolge et al.) und ist heute nur noch in vereinzelten historischen Instrumenten insbesondere von Pleyel und Erard erhalten oder bei Restaurierungen von Hammerflügeln und beim Bau von Replikaten nachempfunden. Hammersätze für Flügel nach Bauart Herz kosten statt ca. 500 bis 700 Euro aufgrund des extremen Anteils von geschulter Handarbeit heute weit über 10.000 Euro, da sie nicht in einem Stück in einer Dolge-Presse entstehen, sondern zu 88 Stück einzeln Lage um Lage aufgetragen werden müssen.
Herz-Hammersätze besitzen einen Nachteil: Da sie weniger dicht gepresst sind, können Flügel mit ihnen nicht ganz so laut gespielt werden. Aber die Dynamik ihres Klangs und die Farbigkeit ist – in Verbindung mit den alten Materialien der schmiedeeisernen Saiten vor Erfindung des Bessemer-Stahles – sehr fein abzustufen und feurig. Mit den nur zweilagigen, industriell gefertigten Dolge-Hämmern und mit dem Siegeszug von Steinway trat in der zweiten Hälfte des 19. Jahrhunderts eine Vereinfachung und Verarmung der Klangvielfalt ein.
Auf Herz’ Arbeiten als Klavierbauer geht auch die Ausformung und Vereinfachung der vom Sébastien Érard erfundenen Doppelrepetition mit der Herz-Feder in den 1840er Jahren zurück, mit der die Flügelmechanik ihre bis heute gültige Form fand.
1842 ließ er gemeinsam mit seinem Bruder in der Pariser Rue de la Victoire die Salle des Concerts Herz errichten. Unter anderem wurden dort mehrere Werke von Hector Berlioz und Jacques Offenbach uraufgeführt. 1867 fand dort eine internationale Konferenz der Organisation Anti-Slavery International statt. Das Gebäude wurde 1874 abgerissen.

## Kompositionen
Im Zentrum der Kompositionen von Henri Herz steht das Klavier. Neben einer großen Zahl von Soloklavierwerken stehen unter anderem die acht Konzerte für Klavier und Orchester.
Liste der Kompositionen von Henri Herz

## Zeitgenössische Kritik
Robert Schumann befand seine Musik für seicht. Schumanns Ehefrau Clara Schumann dagegen sah darin eine löbliche Eigenschaft, die die Interpretation des Vortragenden herausfordere.